# Denkigai no hon'ya-san
Denkigai no hon'ya-san (デンキ街の本屋さん? lett. "La libreria della città elettrica") è un manga scritto e disegnato da Asato Mizu, serializzato su Monthly Comic Flapper dal 4 giugno 2011 al 4 novembre 2017. Un adattamento anime, prodotto da Shin-Ei Animation, è stato trasmesso in Giappone tra il 2 ottobre e il 18 dicembre 2015.

## Personaggi
Hiotan (ひおたん?)
Doppiata da: Natsumi Takamori
Sensei (先生?)
Doppiata da: Minami Tsuda
Fu Girl (腐ガール?, Fu Gāru)
Doppiata da: Mako (drama-CD), Ayana Taketatsu (anime)
Kameko (カメ子?)
Doppiata da: Mai Aizawa
Umio (海雄?)
Doppiato da: Ryōta Ōsaka
Kantoku (カントク?)
Doppiato da: Yoshitsugu Matsuoka
Sommelier (ソムリエ?, Somurie)
Doppiato da: Tomokazu Sugita (drama-CD), Takahiro Tomita (anime)

## Media

### Manga
Il manga, scritto e disegnato da Asato Mizu, è stato serializzato sulla rivista Monthly Comic Flapper di Media Factory dal 4 giugno 2011 al 4 novembre 2017. I vari capitoli sono stati raccolti in quindici volumi tankōbon, pubblicati tra il 22 novembre 2011 e il 22 dicembre 2017. In Taiwan i diritti sono stati acquistati da Ever Glory Publishing.

#### Volumi
| Nº | Data di prima pubblicazione | Data di prima pubblicazione | Data di prima pubblicazione |
| Nº | Giapponese                  | Giapponese                  |                             |
| -- | --------------------------- | --------------------------- | --------------------------- |
| 1  | 22 novembre 2011            | ISBN 978-4-04-066577-1      |                             |
| 2  | 23 aprile 2012              | ISBN 978-4-04-066578-8      |                             |
| 3  | 23 agosto 2012              | ISBN 978-4-04-066579-5      |                             |
| 4  | 23 gennaio 2013             | ISBN 978-4-04-066580-1      |                             |
| 5  | 23 luglio 2013              | ISBN 978-4-04-066581-8      |                             |
| 6  | 21 dicembre 2013            | ISBN 978-4-04-066148-3      |                             |
| 7  | 23 maggio 2014              | ISBN 978-4-04-066559-7      |                             |
| 8  | 23 settembre 2014           | ISBN 978-4-04-066858-1      |                             |
| 9  | 23 febbraio 2015            | ISBN 978-4-04-067265-6      |                             |
| 10 | 23 luglio 2015              | ISBN 978-4-04-067558-9      |                             |
| 11 | 23 gennaio 2016             | ISBN 978-4-04-067880-1      |                             |
| 12 | 23 giugno 2016              | ISBN 978-4-04-068282-2      |                             |
| 13 | 21 novembre 2016            | ISBN 978-4-04-068578-6      |                             |
| 14 | 23 maggio 2017              | ISBN 978-4-04-069203-6      |                             |
| 15 | 22 dicembre 2017            | ISBN 978-4-04-069573-0      |                             |

### Anime
Annunciato il 2 maggio 2014 sul Monthly Comic Flapper di Media Factory, un adattamento anime, prodotto da Shin-Ei Animation e diretto da Masafumi Satō, è andato in onda dal 2 ottobre al 18 dicembre 2014. Le sigle di apertura e chiusura sono rispettivamente Kajirikake no ringo (齧りかけの林檎?) di Ayana Taketatsu e two-Dimension's Love delle denk!girls (gruppo formato da Natsumi Takamori, Minami Tsuda, Ayana Taketatsu e Mai Aizawa).

#### Episodi
| Nº | Titolo italiano (traduzione letterale) Giapponese 「Kanji」 - Rōmaji | In onda          | In onda |
| Nº | Titolo italiano (traduzione letterale) Giapponese 「Kanji」 - Rōmaji | Giapponese       |         |
| 1  | Love & Eros For All 「ラブ＆エロス フォー オール」 - Rabu ando Erosu fō ŌruNightmare Before Carnival 「ナイトメア ビフォア カルナバル」 - Naitomea Bifoa Karunabaru                                                                                                   | 2 ottobre 2014   |         |
| 2  | Deep Deep Night 「Deep Deep Night」La città elettrica sta bruciando? 「デンキ街は燃えているか」 - Denkigai wa moeteiru ka | 9 ottobre 2014   |         |
| 3  | Party Hard 「Party Hard」Hiotan, tornatene a casa 「ひおたんよ家に帰れ」 - Hiotan yo ie ni kaereEndless Carnival 「エンドレス・カルナバル」 - Endoresu Karunabaru | 16 ottobre 2014  |         |
| 4  | King of Pop 「キングオブPOP」 - Kingu obu PoppuChocolate Panic 「chocolate panic」 | 23 ottobre 2014  |         |
| 5  | Panchira primaverile 「春にパンチラ」 - Haru ni panchiraI am Rain 「I am Rain」Commozione 「ざわめき」 - Zawameki | 30 ottobre 2014  |         |
| 6  | Senza un tetto 「宿はなし」 - Yado wa nashiSecret Paradise 「Secret Paradise」 | 6 novembre 2014  |         |
| 7  | Al sentō… 「いざ銭湯へ……」 - Iza sentō e…Eccesso di sentimenti 「胸がいっぱい」 - Mune ga ippai | 13 novembre 2014 |         |
| 8  | Il dormiglione 「眠る人」 - Nemuru hitoLeggermente rozzo 「ラフさりげなく」 - Rafu sarigenaku | 20 novembre 2014 |         |
| 9  | Non si tratta di amore 「Koijanaino」Su, come ti senti? 「やあ、調子はどうだい」 - Yaa, chōshi wa dō daiUna notte di neve 「雪の降る夜」 - Yuki no furu yoru | 27 novembre 2014 |         |
| 10 | Wonderful Chocolate 「ワンダフル・チョコレート」 - Wandafuru ChokorētoChocolate Philosophy 「chocolate philosophy」Una stanza color marrone chiaro 「飴色の部屋」 - Ameiro no heyaBloccati in una notte insonne 「眠れぬ夜につかまえた」 - Nemurenuyoru ni tsukamaeta | 4 dicembre 2014  |         |
| 11 | Da giovani 「小さな頃から」 - Chīsana koro karaVita esposta 「暴かれた生活」 - Abakareta seikatsuLe labbra 「唇のソレ」 - Kuchibiru no sore | 11 dicembre 2014 |         |
| 12 | La biblioteca dell'eremita 「隠者の書庫」 - Inja no shokoQuando i fiori di ciliegio sbocciano 「桜が咲いたら」 - Sakura ga saitaraWelcoming Morning 「Welcoming morning」                                                                                             | 18 dicembre 2014 |         |